# 2017年亿万富翁列表
在《富比士》全球億萬富翁榜單成立30週年之際公佈2017年世界亿万富翁，比爾·蓋茲連續第四年被評選為全球首富。2017年的榜單上共有2,043人，首次突破2,000人，其中包括195位新上榜者，其中76位來自中國，25位來自美國；榜單上有56人年齡在40歲以下，並創下227位女性的紀錄。億萬富翁的數量相比2016年的1,810人增加了13%，達到2,043人，這是過去30年追蹤全球億萬富翁以來最大的一次增幅。所有億萬富翁的總資產在2017年達到7.67兆美元，高於2015年的7.1兆美元。這是墨西哥首富卡洛斯·史林在12年來首次未進入前五名。美國擁有全球最多的億萬富翁，共計565人；中國（不包括香港、台灣及澳門）有319人，德國有114人，印度以101人排名第四，並首次突破百人大關。

## 财富排名
| 排名 | 姓名               | 净值    | 年龄 | 国籍   | 财富来源             |
| ---- | ------------------ | ------- | ---- | ------ | -------------------- |
| 1 ━  | 比尔·盖茨          | 860億 ▲ | 61   | 美国   | 微软                 |
| 2 ▲  | 沃伦·巴菲特        | 756億 ▲ | 86   | 美国   | 波克夏·哈薩威        |
| 3 ▲  | 杰夫·贝佐斯        | 728億 ▲ | 53   | 美国   | 亞馬遜公司           |
| 4 ▼  | 阿曼西奥·奥尔特加  | 713億 ▲ | 80   | 西班牙 | 印地紡, 飒拉         |
| 5 ▲  | 马克·扎克伯格      | 560億 ▲ | 32   | 美国   | Meta Platforms       |
| 6 ▼  | 卡洛斯·史林        | 545億 ▲ | 77   | 墨西哥 | 美洲电信, 卡爾索集團 |
| 7 ━  | 拉里·埃里森        | 522億 ▲ | 72   | 美国   | 甲骨文公司           |
| 8 ▲  | 查尔斯·科赫        | 483億 ▲ | 81   | 美国   | 科氏工業集團         |
| 8 ▲  | 大卫·汉密尔顿·科赫 | 483億 ▲ | 76   | 美国   | 科氏工業集團         |
| 10 ▼ | 麥可·彭博          | 475億 ▲ | 75   | 美国   | 彭博有限合夥企業     |